# Complejo hidroeléctrico Colbún-Machicura

Embalses y centrales hidroeléctricas en la cuenca del río Maule.

El complejo hidroeléctrico Colbún-Machicura es un sistema de obras hidráulicas y eléctricas construidas en la cuenca del río Maule para asegurar el riego agrícola de la región, aprovechar la fuerza hidráulica de los ríos en la generación de energía eléctrica y finalmente ofrecer a la población lugares de descanso y recreación. Está compuesto por dos represas, Colbún y Machicura, y sus respectivos lagos artificiales y centrales hidroeléctricas. El complejo se puso en marcha en 1985.
Colbún cuenta con una represa que retiene las aguas del río Maule creando un embalse con una capacidad de 1544 hm³, el que mueve dos turbinas generadoras del tipo Francis, con una potencia nominal de 400 MW. Machicura es un embalse de 55 hm³ abastecido por los caudales liberados por el embalse Colbún, y puede generar hasta 90 MWh. Posteriormente, las aguas son utilizadas para el riego de la zona.
Ambos embalses forman lagos artificiales que son utilizados para fines recreacionales.
By martin:

## Ubicación, propiedad y función
El complejo se encuentra ubicado a 48 km al sureste de la ciudad de Talca, la capital regional, y a 35 km al noreste de la ciudad de Linares, y tiene como objetivo de retener las aguas del río Maule para su utilización en centrales hidroeléctricas y riego agrícola. Se encuentra ubicado a una altitud de 440 metros sobre el nivel del mar.

## Represas

### Represa Colbún
La represa es una presa de tierra de 118 m de altura y un volumen de tierra de 13.000.000 m³ que equivalen a 10 veces el volumen del cerro Santa Lucía de Santiago. La tierra usada es permeable, pero el muro tiene un núcleo impermeable con una pequeña inclinación aguas arriba. El talud aguas arriba esta enrocado para su protección. 
Otras 3 represas menores se necesitaron para cerrar el volumen del embalse. Los llamados "pretiles", de este a oeste son: Colorado (longitud 2640 m, altura 36m, volumen 3,8 hm³), Centinela (360 m, 19 m, 0,45 hm³) y Sur (125 m, 17 m, 61.000 m³).: 171 
Mediante una bocatoma ubicada 300 metros aguas adentro en el embalse Colbún, se extrae el caudal para mover las turbinas de la central hidroeléctrica Colbún por medio de un canal de 8 metros de diámetro y un largo total de 2650 metros. La diferencia de altura hasta las turbinas en Colbún es de 168 metros y un caudal de 280 m³/s

### Represa Machicura
Para el segundo embalse se necesitaron tres presas de tierra compactada. La presa principal tiene de 32 metros de altura y 540 metros de longitud en su coronamiento. La presa secundaria cierra un portezuelo en el sector oriental de la presa principal. El tercer cierre, también llamado pretil poniente, tiene una longitud de 2630 metros, y está ubicado en el sector que divide los valles formados por los esteros Machicura y el Caballo Blanco.
Su canal de aducción traspasa 280 m3/seg con una altura de caída de 37 metros a las turbinas.

## Centrales hidroeléctricas

### Colbún
La energía eléctrica en Colbún es generada por turbinas del tipo Francis de eje vertical.

### Machicura
Las turbinas utilizadas por la central Machicura son del tipo Kaplan de eje vertical, cada una diseñada para un caudal máximo de 140 m3/seg

### Chiburgo
La central hidroeléctrica Chiburgo es una central de pasada inaugurada en 2007 con 19,4 MW con 2 turbinas del tipo Francis.

## Historia
Fue construido, entre los años 1980 y 1985.

## Embalses

### Embalse Colbún
El embalse Colbún es el embalse artificial creado por la represa Colbún y esta compartido territorialmente entre las comunas de San Clemente, en la provincia de Talca, y Colbún, en la provincia de Linares. Con una extensión de 5700 ha constituye el mayor embalse artificial en Chile y el mayor lago de la zona central del país. 
En el periodo estival, sus aguas no contaminadas alcanzan una temperatura de 23°. Por esta razón, y por el clima cálido existente durante los meses de verano, es además ampliamente utilizado para la práctica de deportes náuticos. Ofrece también una amplia gama de actividades, hospedajes y servicios turísticos para los visitantes. En la ribera sur del Lago encontrarás Cabañas, camping y el clásico Lodge pionero en la zona, Lodge Colbún que abre sus puertas el 2006 para ofrecer una oferta de turismo diferente y atractiva bajo el concepto de ecoturismo potenciando desde sus inicios la oferta de actividades de naturaleza para turistas nacionales y extranjeros.
Hoy en día el embalse colbún decretado zona de interés turístico (ZOIT) se posiciona como un destino turístico con gran potencial durante todo el año.